# تگویه
تگویه (به لاتین: Tągowie) یک روستا در لهستان است که در Gmina Tuchomie واقع شده‌است.

## خصوصیات
تگویه ۲۱۵ نفر جمعیت دارد.